# Цзіньтан-Кун'юй (заповідник)
Цзіньтан-Кун'юй (кит.: 金汤—孔玉省, піньінь: Jīntāng—Kǒng yù) — заповідник в китайській провінції Сичуань. Входить до комплексу парків і резерватів великої панди, що у 2006 році увійшов до переліку Світової спадщини ЮНЕСКО. Назви перекладаються як «Неприступний» (назва походить від гори Цзіньтаншань) та «Нефритовий отвір».

## Опис
Загальна площа становить 130 000 га. Розташовано на висотах від 1700 до 5712 м над рівнем моря, в східній частині гірського пасма Гендуаншань — 39,6 км від гори Чжедо, на лівобережжі річки Дадухе, в міському повіті Кандін провінції Сичуань.
Значну частку складають примітивні ліси та субальпійські луки. На території представлено 381 вид рослин (з 201 роду та 68 родин), з яких 20 видів в 11 родах 4 родин належать до категорії голонасінних рослин, 68 видів в 41 роді 6 родин — однодольних, 293 видів в 149 роді 58 родин — дводольних. Основу складають рослини субтропічного і помірного клімату — 74,07 %.
На території мешкають рідкісні тварини, насамперед велика панда (у дикій природі виявлено близько 15 особин), мала панда, сніговий барс, олені, такіни, різні види фазанових.
Для туристів також становлять інтерес стародавні шляхи для транспортування чаю і солі.

## Історія
У 1995 році отримав статус заповідника провінції Сичуань. Керівництво здійснює місцеве бюро лісового господарства. У 2006 році увійшов до переліку Світової спадщини в Китаї.